# Fire-Followers

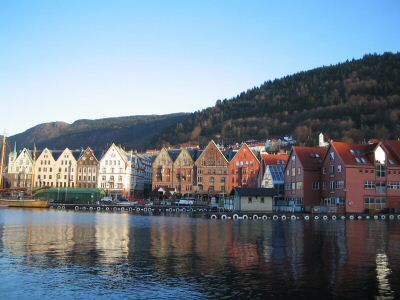
Zdjęcie budynków w Bryggen wybudowanych w 1901 roku

Fire-Followers – polski paradokument z 2012 roku, w reżyserii Karoliny Breguły, mający swoją prapremierę w Łodzi w Atlasie Sztuki. Film kręcony w Bergen (Norwegia) oraz w Polsce.

## Fabuła
Miasto w dużej mierze składa się z drewnianej architektury, w przeszłości więc regularnie płonęło. Nowoczesne metody pozwoliły zabezpieczyć je przed pożarami, dzięki czemu jego mieszkańcy nie muszą już się obawiać, że w każdej chwili może nadejść kolejna katastrofa. Mimo to nie przestają się bać.
Na ustach wszystkich jest grupa szanowanych historyków sztuki, którzy uważają, że powracające systematycznie niszczycielskie pożary trawiące zasoby muzealnych magazynów stały się naturą lokalnej sztuki i do dzisiaj warunkują jej prawidłowy rozwój. Ich zdaniem, jeśli nie zostanie zniszczona tradycja, młodzi artyści nie będą w stanie tworzyć. Uważają, że jedynie ogień pozwoli sztuce wyjść impasu.
Mieszkańcy miasta podejrzewają, że historycy sztuki prowadzą tajną organizację mającą na celu wywołanie pożarów, które pochłoną historyczne dzieła. Uważa się, że zagrożone są muzea, galerie i prywatne kolekcje sztuki. Ze strachu o swoje domy ludzie pozbywają się wartościowych dzieł, dzielnice sąsiadujące z instytucjami sztuki coraz bardziej pustoszeją. Wszyscy zabezpieczają się przed spodziewanym wielkim pożarem, zaczynają wnikliwie obserwować swoje otoczenie. Obcy stają się dla nich intruzami, każde odbiegające od normy zachowanie grozi posądzeniem o najgorsze, wszystko zdaje się być niewyjaśnionym i niebezpiecznym zdarzeniem.
Bezustanne wypatrywanie katastrofy sprawia, że mieszkańcy miasta tracą umiejętność trzeźwej oceny rzeczywistości. Nie ma żadnych dowodów na istnienie i działalność organizacji, której wszyscy się boją. Mimo to narasta strach i paranoja, rzucając cień na spokojne życie miasta.

## Obsada
- Ivar Nyygard - Utvik
- Trond Sobstad - nauczyciel historii
- Jorgen Larsson - leśnik
- Eli Kvalvagnes - właściciel pubu
- Ewa Ljosvol - kurator
- Johan Fingol - biolog
- Trond Nicholas Perry - wynalazca
- Hector Pina Barrios - architekt
- Gunnar Anerson -  mężczyzna w galerii